# (56329) Tarxien
(56329) Tarxien est un astéroïde de la ceinture principale.

## Description
(56329) Tarxien est un astéroïde de la ceinture principale. Il fut découvert le 28 novembre 1999 à l'Observatoire Kleť par Jana Tichá et Miloš Tichý. Il présente une orbite caractérisée par un demi-grand axe de 2,33 UA, une excentricité de 0,05 et une inclinaison de 5,8° par rapport à l'écliptique.

## Compléments